# Mickten (statistischer Stadtteil)
Mickten mit Trachau-Süd, Übigau und Kaditz-Süd ist ein statistischer Stadtteil im Dresdner Stadtbezirk Pieschen. Er liegt nordwestlich des Stadtzentrums auf der Neustädter Elbseite.

## Lage
Der statistische Stadtteil Mickten ist im Norden von Kaditz und Trachau, im Osten von Pieschen-Nord/Trachenberge und Pieschen-Süd, im Süden von der Friedrichstadt und Cotta und im Westen von Briesnitz umgeben.
Die Grenzen des Stadtteils werden durch die Autobahn 4 in Höhe der Anschlussstelle Dresden-Neustadt, Abschnitte der Lommatzscher und Leipziger Straße, die Bahnstrecke Leipzig–Dresden und die Elbe gebildet. Mickten liegt somit vollständig im Elbtalkessel.

## Gliederung
Zum statistischen Stadtteil gehören die Gemarkungen Mickten und Übigau sowie die südlichen Teile der Gemarkungen Trachau (Alttrachau) und Kaditz. Er gliedert sich in folgende sieben statistische Bezirke: 
- 221 Trachau-Süd (Alttrachau)
- 222 Trachau-Süd (Bunsenstr.)
- 223 Mickten (Dreyßigplatz)
- 224 Mickten (Lommatzscher Str.)
- 225 Mickten (Sternstr.)
- 226 Mickten (Altmickten)
- 227 Übigau

## Verkehr
Wichtigste Straßen des Stadtteils sind die Leipziger Straße (S 82), eine von der Straßenbahnlinie 4 befahrene Ein- und Ausfallstraße in Richtung Radebeul (dort Meißner Straße), die Washingtonstraße, die einen Teil der westlichen Innenstadtumfahrung darstellt sowie die Lommatzscher Straße, eine Verbindung zwischen beiden. In Mickten verkehren außerdem die Straßenbahnlinien 9 und 13. Des Weiteren fahren fünf Stadtbus- sowie weitere Überlandbuslinien des Regionalverkehrs durch den Stadtteil, der insgesamt 12 Straßenbahn- und 22 Bushaltestellen aufweist. Unmittelbar nördlich der Stadtteilgrenze befindet sich der S-Bahnhof Trachau, über den Anschluss an die Linie S 1 besteht.